# Antarctische tandvis
De Antarctische tandvis, ook Antarctische ijsvis (Dissostichus mawsoni) is een straalvinnige vissensoort uit de familie van ijskabeljauwen (Nototheniidae). De wetenschappelijke naam van de soort is voor het eerst geldig gepubliceerd in 1937 door Norman.

## Kenmerken
Deze 220 cm lange en 120 kg zware vis heeft een grijs lichaam met lichtgroene dwarsbanden op de rug. Zijn bloed bevat speciale eiwitten die als antivries werken. Deze eiwitten binden zich aan de ijskristallen, wat verdere groei voorkomt zodat het bloed vloeibaar blijft. Hij heeft geen zwemblaas maar wel een licht skelet en een hoog vetgehalte, waardoor hij in het water zweeft. Overigens heeft de soort geen rode bloedcellen, waarmee het dier energie bespaart.

## Leefwijze
Het groeiproces verloopt erg traag. Hij wordt pas geslachtsrijp na zo'n 8 tot 10 jaar. Hij leeft meestal op de zeebodem, waar hij ook zijn prooien vangt, die bestaan uit visjes, pijlinktvissen en kreeftachtigen. Dankzij zijn forse afmetingen heeft hij van de meeste zeedieren niets te duchten, maar wel van potvissen, orca's en zeeolifanten.

## Verspreiding en leefgebied
Deze soort komt voor in de zeeën rond Antarctica. De watertemperatuur kan hier zakken tot wel 2 graden onder het vriespunt, dit vanwege het zoutgehalte van het water.